# كارلوس كويستا
كارلوس كويستا (بالإسبانية: Carlos Cuesta Figueroa)‏ (1 يناير 1901 بكولومبيا - ) هو لاعب كرة قدم كولومبي في مركز الدفاع. لعب مع أتلتيكو ناسيونال.

## روابط خارجية
- كارلوس كويستا على موقع الاتحاد الأوربي (الإنجليزية)
- كارلوس كويستا على موقع اتحاد تركيا (لاعب) (الإنجليزية)
- كارلوس كويستا على موقع قاعدة بيانات كرة القدم.إي يو (الإنجليزية)
- كارلوس كويستا على موقع ناشيونال فوتبول تيمز (الإنجليزية)
- كارلوس كويستا على موقع Soccerway.com (الإنجليزية)
- كارلوس كويستا على موقع عالم كرة القدم.نت (الإنجليزية)
- كارلوس كويستا على موقع AS.com (الإسبانية)